# Blair Peach
Clement Blair Peach, född 25 mars 1946 i Napier, Nya Zeeland, död 24 april 1979 i Southall, London, var en nyzeeländsk lärare och aktivist som dödades i samband med en antirasismdemonstration i Southall i västra London. 
Peach deltog i april 1979 i en demonstration anordnad av Anti-Nazi League, då National Front höll ett valmöte i Southalls stadshus. Tumult uppstod och Peach fick en batongslag i huvudet, förmodligen från en medlem av Special Patrol Group, en avdelning av Metropolitanpolisen. Peach avled dagen därpå.